# العسلة (حبيل جبر)

تعديل مصدري - تعديل

العسلة هي إحدى قرى عزلة حبيل جبر بمديرية حبيل جبر التابعة لمحافظة لحج، بلغ تعداد سكانها 142 نسمة حسب تعداد اليمن لعام 2004.